# The Yellow Kid
The Yellow Kid är en amerikansk tecknad serie, skapad av Richard F. Outcault 1895, men som inte kan karakteriseras som en tecknad serie förrän 1896 då den gick från att ha varit en skämtteckning till en serie med flera rutor. Serien har allmänt blivit kallad "världens första tecknade serie", trots att den inte var först. Den var dock återkommande, hade text i bilden och var konsekvent berättad som just en tecknad serie. Dess betydelse var också som namngivare åt den gula pressen.

## Historia
Figuren som senare skulle bli The Yellow Kid dök först upp på scenen i en liten biroll i en enruting (återkommande skämtteckning) som publicerades i magasinet Truth under åren 1894 och 1895. De svart-vita, enkelrutiga karikatyrerna var oerhört populära, och en av dem – Fourth Ward Brownies – återkom den 17 februari 1895 i Joseph Pulitzers dagstidning New York World. På tidningen verkade Outcault som tidningstecknare.
The World publicerade en annan, ny serie, mindre än en månad senare – Hogans Alley. Detta följdes av strippseriens första version i färg den 5 maj 1895. Hogan's Alley blev gradvis en helsidesserie i färg i söndagstidningen, med Yellow Kid som huvudperson. Han dök dessutom upp flera gånger i veckan.
Första gången Outcault använde sig av en berättelse i flera bilder med den gula figuren var 25 oktober 1896. Då hade Outcault börjat hos konkurrenten New York Journal, vilken ägdes av William Randolph Hearst.

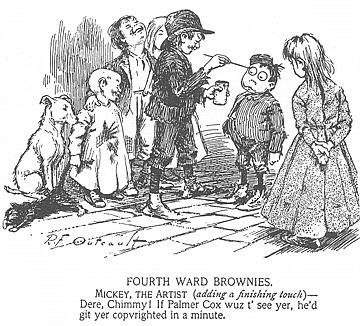
Sista episoden av Hogan's Alley, Fourth Ward Brownies som Richard F Outcault tecknade för magasinet Truth, publicerades den 9 februari 1895. Den trycktes senare om i dagstidningen New York World den 17 februari 1895 och blev därmed en av de första serierna i en amerikansk dagstidning. Figuren som senare blev känd som Yellow Kid hade endast mindre biroller. Denna ruta syftar på figurerna i serien The Brownies som populariserades i böcker och tidskrifter av konstnären Palmer Cox.

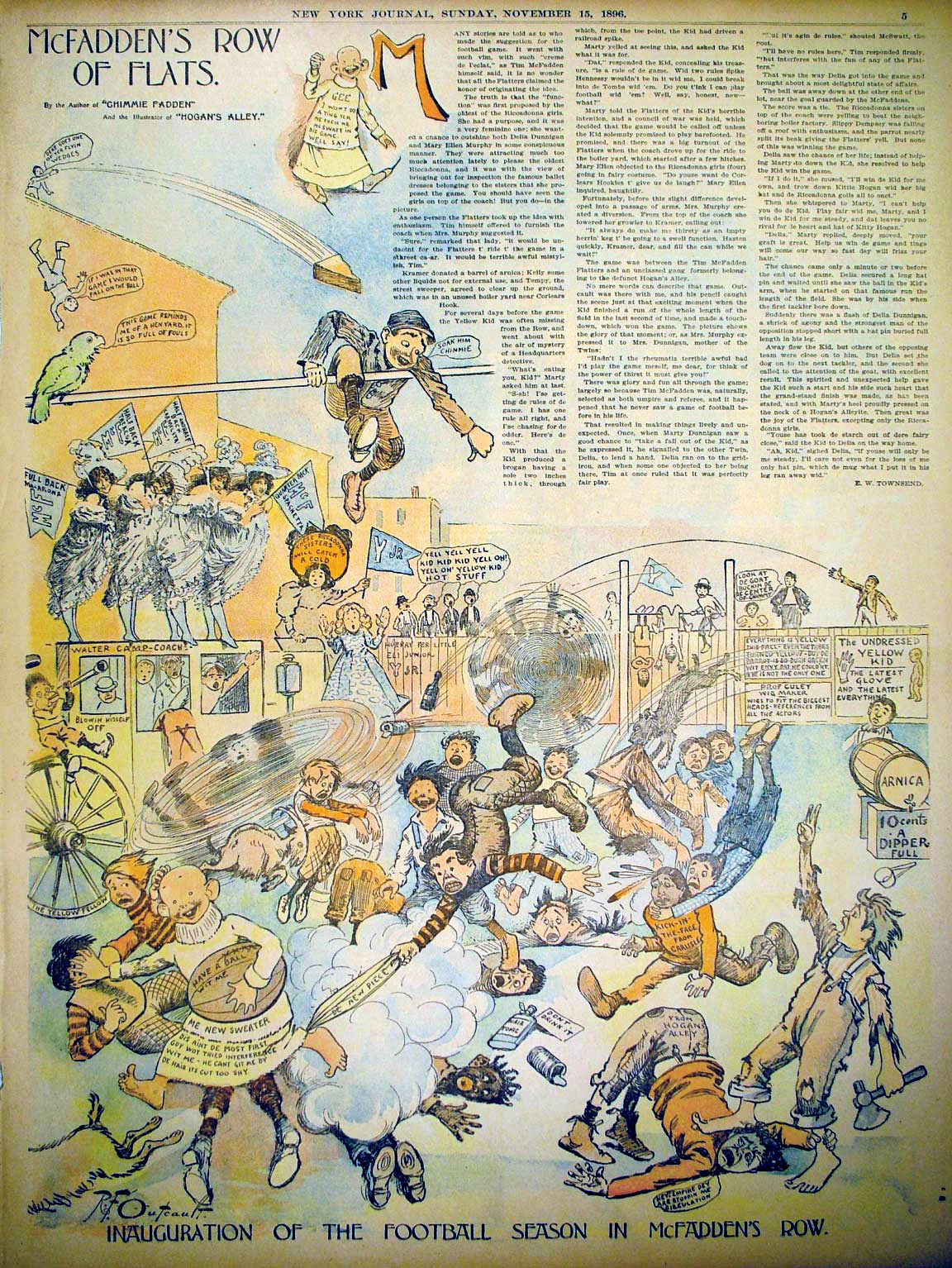
Ett och ett halvt år efter publiceringen i New York World ritade Outcault Yellow Kid åt Hearsts New York Journal. Serien fick en helsida färg i söndagsbilagan under titeln McFadden's Row of Flats. I detta nummer, som utkom 15 november 1896, har pratbubblor introducerats, samtidigt som bilden är såväl våldsam som kaotisk.

Om än tecknad så var såväl skämten som kommentarerna om omvärlden riktade till en vuxen läsekrets. Serien har beskrivits som "… århundradets uppvisning av New York, där klass- och rasmotsättningar i det nya, urbana konsumtionssamhället åskådliggjordes av en grupp stökiga New York-ungdomar rätt från gatan."  Detta var en miljö i vilken Yellow Kid passade väl in.
Sista gången som figuren förekom som egen huvudperson var den 1 maj 1898.

## Utseende och personlighet
The Yellow Kid är en liten kinesisk pojke vid namn Mickey Dugan. Han bor i kvarteren kring Hogan's Alley, vilket också var den vanligaste titeln på serien vid publiceringarna.
The Yellow Kids huvud ritades helt rakat, som om han nyligen hade behandlats för [löss]; detta var vid den här tiden en vanlig syn bland barn i New Yorks hyreshusgetton. Han hade stora framtänder och hans nattskjorta, ett arvegods från en äldre syster, var vit eller ljusblå i första serierna.
Yellow Kids kommentarer skrevs på hans nattskjorta, vilken skulle efterlikna en anslagstavla, och hans monologer är baserade på New York-slang. Därför skrivs till exempel "the" som "de", "that" skrivs "dat" och "your" skrivs "yer".
I en intervju från 1902 beskrev Outcault sin figur enligt följande:
"The Yellow Kid var inte en individ utan en typ. När jag besökte slummen på tidningens uppdrag stöte jag på honom ofta, på väg ut genom dörröppningar eller sittande ner på smutsiga trösklar. Jag har alltid älskat Yellow Kid. Han hade en rar och solig personlighet och var generös. Illvilja, avund eller själviskhet låg inte för honom och han tappade aldrig humöret."

## Betydelse och påverkade
Serien The Yellow Kid har även legat till grund för uttrycket för sensationsjournalistik – gul journalistik.
Den beryktade lurendrejaren Joseph Weil fick sedermera smeknamnet Yellow Kid Weil efter den här seriefiguren.